# 테오도르 엘마르 비아르드나손
테오도르 엘마르 비아르드나손(아이슬란드어: Theódór Elmar Bjarnason, 1987년 3월 4일 ~ )은 아이슬란드의 축구 선수로, 현재 아이슬란드의 축구 구단인 KR 레이캬비크에서 활약하고 있다. 2007년 이후로 아이슬란드 축구 국가대표팀에서도 활약했으며, UEFA 유로 2016에서 아이슬란드 대표팀으로 선발되었다.